# Межиричско-добраническая культура

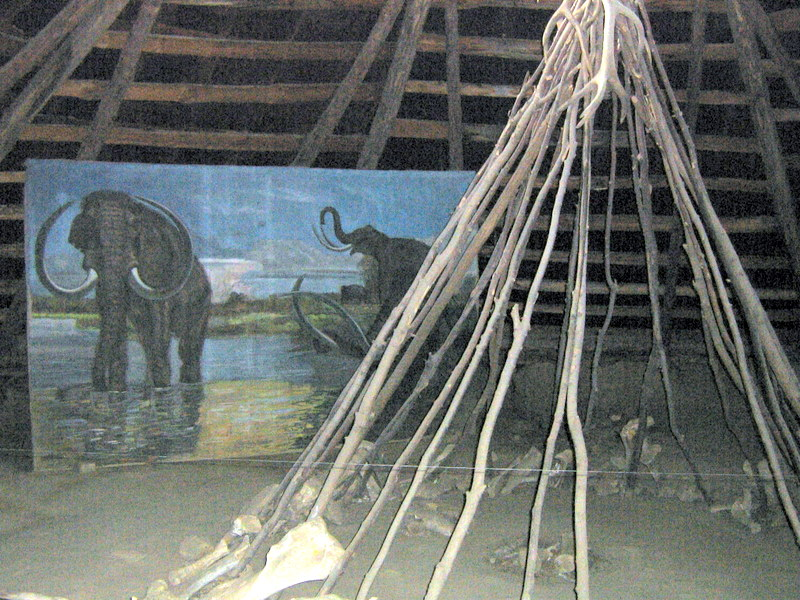
Фрагмент стоянки позднего палеолита. с. Добраничевка. Музей народной архитектуры и быта Средней Надднепрянщины, Яготинский район, Киевская область

Межиричско-добраническая (межиричская) культура — археологическая культура позднего палеолита. Местная культура восточного граветта.
Была распространена в Среднем Поднепровье.
Стоянки на левобережье Днепра — Гонцы, Добраничевка, Семёновка-І, -ІІ, -ІІІ, Шушваловка І, -ІІ; на правобережье — Межиричи, Фастов, Горбулёв.
Скребки незначительно преобладают над резцами (2-3 %). Изделия с притупленным краем относительно немногочисленны (до 11 %). Микропластинки с микроретушью отсутствуют. Многочисленные пластинки с ретушью (около 15 %). Отщепы с ретушью (около 3 %). Среди изделий с притупленным краем значительно преобладают пластинки и микропластинки (около 80 %). Острия и микроострия (до 20 %) (около 19 % составляют граветтовидные с прямой спинкой и более 80 % орудий с выпуклой спинкой или косые. Пластинки и микропластинки с притупленным краем — около 50 % орудий с одним круто отсечённым краем, около 6 % с двумя круто отсечёнными краями и свыше 40 % с одним или двумя прямо або округло ретушированными концами. Среди скребков: до 75 % — это концевые на пластинках и отщепах, много двойных (более 9 %); меньше (до полутора процентов) — округлых, есть отдельные боковые и «с носиком», стреловидных — (до 1,7 %). Резцы: боковые (более 40 %), серединные (около 20 %), угловые (около 17 %), двойные (около 15 %), тройные (до 2 %)).
Радиоуглеродная датировка — 13,000—11,000 гг. до н. э. Согласовывается со сроком существования смежных, тождественных культур. Датировка стоянок: Гонцы — 13400±185 (QC-898); Межиричи — 14320± 270 (QC-897), 15245±1080 (QC-900); Семёновка І — 13600±160 (Kі.5510); Семёновка ІІ — 14200±180 (Kі-5509); Добраничевка — 12700±200 (Оха-700) (оксфордская датировка всегда даёт более молодые результаты).
Наиболее близким аналогом по кремнёвой индустрии является североприазовская культура. По отдельным показателям (домостроительство) она близка и к деснинской культуре. Допускают, что межиричская культура сложилась в результате продвижения носителей североприазовской культуры на северо-запад, из Надпорожья в Среднее Поднепровье, и их контакта с носителями деснинской культуры.